# 霹靂日光號
《霹靂日光號》是日本東映動画自1977年3月6日至1978年3月26日間，於富士電視台系列（FNS）每週日19:00～19:30總共播出56集的機器人動畫。香港電視廣播有限公司的翡翠台亦曾經把此動畫譯為《太空保衛者》播放過，於1978年12月4日首播。台灣則譯為《霹靂日光號》於1986年（民國75年）5月12日至1986年（民國76年）6月1日間於每週一下午6:00～6:30在華視播出，之後1998年前後首華卡通頻道CM－TV曾易名為《正義之光》重播。

## 故事
新發現太陽系的第十號行星太陽神星球，在接近地球時，科學家發現在這個行星上蘊藏著各種資源，科學家丁博士（大江戸）便計劃進行探測。但另有尤納博士，充滿私慾，企圖開始破壞太空計劃，以達獨自霸佔太陽神星球之野心。
王英漢背負著宿命的重任，經過嚴厲的訓練駕馭著霹靂鐵金剛與巨大戰鬥航空母艦佳士母艦一同對抗尤納。

## 主要人物

### 佳士基地（ジャスダム）
丁博士（大江戸）：富田耕生
主導太空計劃（プロメテ計画）的佳士基地（ジャスダム）指揮官。與英漢（タクマ）之父王傑（一文字断鉄）是舊識。
無名氏／王傑（キャプテン・ダン／一文字断鉄）：柴田秀勝
自尤納（ドップラー）軍團脱逃至佳士基地（ジャスダム）的鐵面人（マスクマン），受丁博士（大江戶博士）的請託擔任教官，協助訓練霹靂鐵金剛（ダンガードA）的特選飛行員。於第11集因禍得福恢復了記憶，但仍繼續隱瞞不對其子透露身份，直至第33集遭敵人炸成重傷才露出真面目，最後在第35集中嚥下了最後一口氣。
王英漢（田雄）（一文字タクマ）：神谷明（日本）、 鄧榮銾 （香港）
本作主人公，16歲。因父親王傑（一文字断鉄）生死不明，而從小受丁博士培育，卻又揹負著其父「通敵」不名譽的黑鍋，因而立誓要投效太空計劃（プロメテ計画），立功洗雪恥辱。
金志（金谷）：水島裕
與英漢（一文字タクマ）同期的訓練生。於第8集在訓練中途發現霹靂日光號（サテライザー）的設計上引擎推力不足，而導致人機墜毀全身多次骨折住院；為證明自己的指出無誤，最後卻淪為終身無法再從事飛行任務的下場，而退出訓練束裝返國就醫。
秋海（久保）：井上和彦
與英漢同期的訓練生。於第9集為解救被敵人利用衝擊波完全控制住操作的霹靂日光號，冒死出動練習機展開反擊保住了基地免於被毀的命運，而不幸地壯烈犧牲。
林天仁（大星秀人）：古川登志夫、 林保全 （香港）
在一次飛行特技表演賽中，與王國志（城哲治）一同被無隊長（キャプテン・ダン）所物色的飛行員。於故事後期主要擔任霹靂鐵金剛（ダンガードA）的副駕駛。
王國志（城哲治）：富山敬
與天仁（大星秀人）同期的訓練生。綽號「噴射喬治（ジェット･ジョー）」；為人大膽、喜歡冒險又好大喜功。於第27集不幸被擄而詐降加入哈根特攻隊（ハーケン特別攻撃隊），欲乘機在訓練途中駕機逃亡，反遭受到余屯（ルガー）的追殺而被擊落。最後在臨死之前告知英漢有關東尼·哈根（トニー・ハーケン）的訊息後即身亡。
香香（霧野リサ）：吉田理保子
港譯：莉莎　　粵配：黃麗芳（香港）
佳士基地的女性成員。在佳士基地向宇宙航行後，主要擔任娃娃號（スペースレディ）與神箭號（スペースアロー）的駕駛。於第45集中曾遭敵俘虜，卻因長相貌似東尼·哈根（トニー・ハーケン）的母親，而使其不忍心下手處置而私下逐放飄流。
曹醫師（佐渡酒造）：八奈見乘兒
佳士基地的醫務人員。
阿正（荒井伴太）：大竹宏
佳士基地的工程技術員。
小芳（荒井ミヨ子）：菊池紘子
阿正（荒井伴太）的妹妹。
阿西（足立太）：緒方賢一
阿正（伴太）的部屬，同樣隸屬於佳士基地的工程技術員。
田教授（田貫）：大竹宏
小博士（タマガー）的製造者。
小博士（タマガー）：富田耕生
田教授（田貫）所製造的機器人。
迷你猴（ポケットモンキー太郎）：大竹宏
英漢在一次空中練習隊形變換時，無意間所拾獲的太空實驗小猴子。

### 尤納（ドップラー）軍團
尤納司令（ドップラー総統）：田中崇
比目副司令（ヘチ副総統）：八奈見乘兒
尤納的心腹。與其女兒菲菲（フリーゼ）具有相互心電感應的超能力，于51集战败身亡。
菲菲（フリーゼ）：川島千代子
香港譯名：富莉珊　　配音：孫明貞（香港）
比目的女兒；能夠與其父利用心電感應通信。於第51集出場時為增強心電感應的能力而被改造成突變人，結果因對曾經救過她一命的英漢（タクマ）動了感情而招致自己滅亡。
拉庫技司（プラグ技術長官）：山田俊司、西川幾雄
尤納軍團中設計與製造機械怪獸（メカサタン）的負責人。
余屯隊長（グドン突撃隊長）：緒方賢一
尤納軍團中的指揮機械怪獸部隊（メカサタン）的戰鬥隊長。
魯可隊長（ルガー突撃隊長）：緒方賢一
余屯戰死後的繼任者。
東尼·哈根（トニー・ハーケン）：山田俊司
香港譯名：唐寧　　配音：梁曉峰（香港）
尤納軍團旗下統領「哈根特攻隊（ハーケン特別攻撃隊）」的青年軍官。

### 其他
亨利·達拉斯（ヘンリー・ダグラス）：野田圭一
與王傑（一文字断鉄）同享盛名的飛行好手；兩人雙雙被俘並成為尤納的鐵面人。也是秋海（久保）生前最崇拜的偶像。
李一德（月島ツトム）：塚瀨紀子
趙幸文（城戸幸一）：井上真樹夫
何夫·華德（ロブ・ワイド）：古川登志夫
華德博士（ワイド博士）：緒方賢一
約翰：八奈見乘兒
瓦布博士：矢田耕司
彼德·威茲（ピーター・ウェルズ）：水島裕
藍博士：緒方賢一
詩詩：杉山佳壽子
法特：山田俊司
茱蒂：菊池紘子、區瑞華（香港）
美娜：小山茉美、林元春（香港）

## 登場機械

### 佳士母艦（ジャスダム）
太空計劃（惑星プロメテ移住計画）而製造的超巨大母艦，為人類未來移民至太陽神星球（プロメテ）的先頭部隊。在劇中初登場時因還尚完成而置放於飛（スペース）島，在行星號（プラネスター）捷足先登升空後才完成建造工作，採用了完全不需再補給任何燃料的脈動電波引擎（パルサーコズモエンジン）推進，來彌補時間上的落差在後苦苦追趕。
霹靂鐵金剛（ダンガードA）
丁博士（大江戸）為移民至太陽神星球（プロメテ）所精心開發的機械人。在機械人形態全高有200公尺；而在全長160公尺的飛行形態下稱作霹靂日光號（サテライザー）。所需的駕駛員為2人。
飛箭號（スカイアロー）
霹靂鐵金剛（ダンガードA）的教練機。
娃娃號（スペースレディ）
佳士母艦（ジャスダム）的宇宙偵察機，主要由香香（霧野リサ）駕駛。
神箭號（スペースアロー）
佳士母艦（ジャスダム）的宇宙戰鬥機，主要由香香（霧野リサ）駕駛。

### 行星號（プラネスター）
尤納（ドップラー）軍團為太空計劃（惑星プロメテ移住計画）所積極建造的太空飛行艇。早了佳士母艦（ジャスダム）一步於喜馬拉雅山發射升空，不過由於所使用的燃料為超級鈾，需要再三而三的停下來補給而漸漸地被佳士母艦（ジャスダム）追上；之後才經由香香（霧野リサ）口中問出了方程式後，改採為脈動電波引擎（パルサーコズモエンジン）推進。

## 工作人員
- 企畫：春日東（旭通信社）、別所孝治（フジテレビ）、勝田稔男（東映）
- 原作：松本零士　※嚴格而論，僅負責故事大綱與人物原案[1]。
- 企畫協力・機械設定：小林檀
- 連載誌：テレビマガジン・たのしい幼稚園（講談社）、テレビランド（徳間書店）、冒険王（秋田書店）
- 總監督：勝間田具治
- 編劇：田村多津夫、馬嶋満、山崎晴哉、吉川惣司
- 演出：勝間田具治、生瀬昭憲、西沢信孝、森下孝三、明比正行、芹川有吾、佐々木勝利、蕪木登喜司、大谷恒清、川田武範、小湊洋市、福島和美、松浦錠平
- 人物設定：荒木伸吾、姫野美智　※主要角色的草案是由松本零士擔任。
- 片頭作畫：金田伊功（前期版）
- 作畫監督：荒木伸吾、野田卓雄、白土武、菊池城二、兼森義則、青鉢芳信、西城明、永樹凡人、谷口守泰、白鳥剣、衣政吉、村中博美
- 美術設定：伊藤岩光
- 制作担當：吉岡修、佐々木章
- 製作進行：竹沢裕美子、高山秀樹、箕ノ口克己、鈴木紀男、貞光紳也
- 特殊効果：佐藤章二、平尾千秋、岡田良明
- 攝影：菅谷信行、寺尾三千代、佐野偵史、佐藤隆郎
- 剪輯：井関保雄
- 記録：黒石陽子
- 沖印：東映化学
- 美術：内川文広、山口俊和、伊藤岩光
- 音樂：菊池俊輔
- 効果：高松孝宣
- 錄音：小久保正雄
- 選曲：宮下滋
- 製作：東映、旭通信社

## 主題歌
- 日本：日本版片頭、片尾曲在播映期中並未變動，但畫面則自第29集起更換。
  - 片頭曲：（作詞：伊藤俊也、作．編曲：菊池俊輔、演唱：佐佐木功、Young Fresh）
  - 片尾曲：（作詞：伊藤俊也、作．編曲：菊池俊輔、演唱：佐佐木功）

- 台灣
  - 「霹靂日光號」（作詞、作曲：鄧鎮湘　演唱：少年之音合唱團成員：唐貴馨、唐貴君）

## 劇集列表
|    | 原文標題                   | 華視標題          |
| -- | -------------------------- | ----------------- |
| 1  | 飛びたて!父の星を越えて    |                   |
| 2  | 仮面の男、キャプテン・ダン | 戴面具的人        |
| 3  | 赤い夕陽の誓い             | 飛行訓練          |
| 4  | 明日なき命に燃えて…        | 希望在明天        |
| 5  | 緊急発進!サテライザー      | 緊急出擊          |
| 6  | 明日に向かって飛べ!        | 明天會更好        |
| 7  | 星に輝く操縦悍             | 三勇士            |
| 8  | タクマの涙を花束に         | 惜別              |
| 9  | 夕焼空に散った友           | 陣亡              |
| 10 | キャプテン・ダンの正体!?   | 隊長的真面目      |
| 11 | 宇宙に消えた父の面影       | 父與子            |
| 12 | 輝け!ダンガードA           | 霹靂鐵金剛        |
| 13 | 闘え!父を超えて            | 青出於藍          |
| 14 | 泣くなタクマ!その日まで…   | 勇士別哭          |
| 15 | SOS!火星に飛べ!            | 火星求救          |
| 16 | 空を雲を父と呼べ           | 父子連心          |
| 17 | 白い二本の飛行機雲         | 海空大戰          |
| 18 | 大空の虹に叫べ!            | 親情的呼喚        |
| 19 | 危うしキャプテン・ダン     | 隊長遇險          |
| 20 | 夕陽の中のリサ             | 夕陽下的友情      |
| 21 | タマガーの一番手柄!        | 小博士立功        |
| 22 | ミヨちゃんのためなら!      | 磁力怪獸          |
| 23 | 大氷原に咲いた友情         | 南極冰河的友誼    |
| 24 | 太陽と星のかけ橋           | 舊地重逢          |
| 25 | 危機一髪!海底脱出          | 危機四伏          |
| 26 | 三匹のヤング・ライオン!    | 生力軍            |
| 27 | 宇宙をめざす若者たち!      | 初生之虎          |
| 28 | 恐るべき好敵手ハーケン     | 哈根特攻隊        |
| 29 | 素晴らしきライバル         | 勁敵              |
| 30 | 火花を散らす闘魂           | 鬆懈之過          |
| 31 | 命知らずのメカサタン野郎!  | 不知死活的敵人    |
| 32 | RX-2絶体絶命!              | 千鈞一髮          |
| 33 | ドップラー軍団・発進!      | 行星號升空        |
| 34 | 絶唱!タクマの涙            | 生離死別          |
| 35 | 永遠に輝け!父の星          | 太空葬禮          |
| 36 | 火星に進路をとれ!          | 登陸火星          |
| 37 | さらばイカルスの星         | 再見章魚          |
| 38 | 謎の第13衛星に誓う!        | 第十三號衛星      |
| 39 | 脱出!暗黒星雲              | 黑暗星雲          |
| 40 | 果てしなき銀河の海へ       | 遙遠的銀河系      |
| 41 | プラネスターの急襲         | 行星號的突擊      |
| 42 | 異星人ノエルの微笑み       | 外星戀            |
| 43 | 対決!タクマ対ハーケン      | 決鬥              |
| 44 | 希望の星!プロメテを見た    | 希望之星          |
| 45 | ジャスダム全開直進         | 九死一生          |
| 46 | 彗星大爆破作戦             | 炸燬彗星          |
| 47 | 攻撃!恐怖の地獄花          | 恐怖的地獄花      |
| 48 | 宇宙母艦ジャスダムの反乱!  | 狂亂的佳士母艦    |
| 49 | ドップラー軍団の黒い影     | 尤納的敢死隊      |
| 50 | 男・伴太ここにあり         | 太空漫步          |
| 51 | 娘よ!ヘチ副総統の最後      | 自取滅亡          |
| 52 | この手で守ったジャスダム   | 代艦長過難關      |
| 53 | 愛!それは哀しく美しく      | 愛的世界          |
| 54 | 戦え!愛の星のために        | 愛的星球          |
| 55 | プロメテへの叫び           | 戰鼓聲聲          |
| 56 | 美しく輝く希望の星         | 美麗之星‧希望之星 |

## 電影版
- 「惑星ロボ ダンガードA対昆虫ロボット軍団」（1977年7月17日上映）
- 「惑星ロボ ダンガードA・宇宙大海戦」（1978年3月18日上映）

## 註解
1. ↑  松本零士自己亦有執筆漫畫版本，過去台灣在無版權時代曾有《大鋼鐵人大計畫》、《宇宙閃電艦》等譯名。但松本版漫畫中，巨大機械人「霹靂鐵金剛」卻是直到連載最終回的跨頁圖中才出現。

## 外部連結
- 台灣電視資料庫 （页面存档备份，存于）